# 나카오쿠촌
나카오쿠촌(中奥村)은 이시카와현 이시카와군에 설치되었던 촌이다. 현재의 하쿠산시에 해당한다.